# I Guds stora vingård
I Guds stora vingård är en psalm med text skriven omkring 1884 av J.B. Carlin och musik skriven omkring 1884 av W. Isaiah Baltzell. Texten översattes till svenska 1884 av Fredrik Engelke och bearbetades 1986.

## Publicerad i
- Psalmer och sånger 1987 som nr 467 under rubriken "Kyrkan och nådemedlen – Vittnesbörd – tjänst – mission".[2]
- Segertoner 1988 som nr 424 under rubriken "Den kristna gemenskapen – Vittnesbörd – tjänst – mission".[1]